# Papovka
Papovka (uradno srbohrvaško ime: Poluautomatska puška 7,62 mm M.59; Polavtomatska puška 7,62 mm M.59) je jugoslovanska polavtomatska puška, ki uporablja naboj 7,62x39.
Po 11 letih je v JLA zamenjala dotedanjo vojaško repetirko Zastava M48, po 11 letih pa je papovko zamenjala jurišna puška Zastava M70.

## Zgodovina
Jugoslovanska puška M59 je licenčna kopija, oziroma izboljšana različica sovjetske karabinke SKS (rusko самозарядный карабин Симонова, samopolnitveni karabin Simonova). Prve primerke sovjetske puške so začeli dobavljati v bojne enote Rdeče armade v začetku leta 1945. To je bil edini primer rabe naboja 7,62x39 v 2. svetovni vojni, puška pa je bila druga po vrsti s tem nabojem. Puško SKS je skonstruiral Sergej Gavrilovič Simonov, v redno oborožitev ZSSR pa je prešla leta 1949.

## Delovanje
Papovka deluje na principu odvoda smodniških plinov (kratko trzanje bata) in ima zaklepom z naslonom. Zaklep je sestavljen iz dveh delov; zgornjega in spodnjega. Puška za delovanje potrebuje tudi dve vzmeti, eno za zaklep in eno za plinski bat. Orožje ima fiksen nabojnik in se se polni posamično ali z uporabo 10-strelnih okvirčkov.
Za polnjenje se najprej potegne zaklep v zadnji položaj, kjer se zatakne. Okvirček z naboji se skozi zarezi v prednjem delu zaklepa natakne na vrh nabojnika. S potiskom na vrhnji naboj zvrhamo nabojnik. Nato odstranimo okvirček in s potegom nazaj zapremo zaklep. Orožje je pripravljeno na streljanje.
Ob pritisku na sprožilec se po cevi požene krogla, za njo pa smodniški plini. Del smodniških plinov se skozi majhno luknjico pri koncu cevi požene v vrhnjo plinsko cev, kjer čaka plinski bat. Smodniški plini se zaradi gorenja smodnika še vedno širijo, zato ta bat sunkovito potisnejo nazaj za dolžino nekaj centimetrov. Na zadnji del bata sloni pod silo vzmeti naslonjen zgornji del zaklepa, ki se ob hitrem sunku bata požene nazaj v svojo vzmet. Plinski bat ima prav tako svojo vzmet, zaradi katere se še pred težkim zaklepom vrne v svoj prvotni položaj, kar je značilno za kratko trzanje plinskega bata. Zgornji del zaklepa začne med premikanjem nazaj s svojim poševnim zobom dvigovati spodnji del zaklepa navzgor, iz blokiranega položaja. Ko zaklep ni več blokiran se pomakne popolnoma nazaj in do konca zgosti vzmet. Pred njim ga na vrhu nabojnika že čaka nov naboj. Ob pomiku naprej ga zaklep zagrabi in potisne v ležišče cevi. Zgornji del zaklepa potisne (obratno kot prej) spodnji del nazaj navzdol, v blokiran položaj. Orožje je tako pripravljeno na ponovni pritisk sprožilca.

## Različice
- M59: Zelo podobna ruski SKS, cev ni kromirana.
- M59/66: Na konec cevi dodan nesnemljiv tromblon M60 in tromblonski merek. Dvig tromblonskega merka povzroči, da puška iz polavtomatskega preide v način ročnega repetiranja. Tromblon je izdelan po NATO standardu za 22 mm tromblonske mine. Cev ni kromirana, kopito je izdelano iz bukovega lesa.
- M59/66A1: Enaka kot M59/66, le da ima možnost preklopa na nočne merke, ti so prekriti s fosforjem ali tritijem.
- M59/66A1 PROTOKOL: Različica M59/66, ki ima kromirane nekatere kovinske dele, top bajonet in posebno kopito. Uporablja jo Garda Slovenske vojske.

## Tromblon M60
Na ustje cevi M59/66 in M59/66A1 je tovarniško nameščen tromblonski nastavek, na puški je prav tako poseben tromblonski merek.. Za izstrelitev tromblonske mine na ustje cevi oz. tromblonski nastavek nasadimo tromblonsko mino, dvignemo tromblonski merek (tako puška ni več polavtomatska ampak postane premovlečna) in vstavimo tromblonski metek (in ne krogleni). Nato puško prislonimo ob trd predmet ali površino, na tromblonskem merku odmerimo želeno razdaljo preko konca mine in pritisnemo na sprožilec.